# Muusoctopus hydrothermalis
Vulcanoctopus hydrothermalis is een soort in de taxonomische indeling van de inktvissen, een klasse dieren die tot de stam der weekdieren (Mollusca) behoort. 
De inktvis is in eerste instantie als enige soort in het geslacht Vulcanoctopus geplaatst en werd in 1998 beschreven door Guerra, González, Pascual en Briand.
Het is een kleine inktvis die op grote diepte (meer dan 2.000 m diep) leeft rond warme hydrothermale bronnen in de Oost-Pacifische Rug. De mantel is ongeveer 35 mm lang. Het is de enige bekende inktvissensoort die in dit habitat leeft, waar geen zonlicht kan doordringen. Het is een albino met halfdoorschijnend lichaam dat niet van kleur kan veranderen. Uit observaties van het gedrag van deze dieren vanuit een diepzee-onderzeeër blijkt dat ze zich ophouden op de rotsen en voornamelijk voortbewegen door te kruipen over de bodem; zwemmen doen ze niet tenzij om te vluchten. Ze bewegen zich dan voort door een reeks van sterke pulsaties van de armen, op een manier die gelijkt op de voortbeweging van kwallen. Beweging door middel van waterstralen die ze uitstoten via de sifon werd niet vastgesteld, maar kan niet uitgesloten worden. Ze voeden zich wellicht voornamelijk met tienpotigen (een specimen viel een krab van de soort Bythograea thermydron aan).